# Tidning för Falu Län och Stad
Tidning för Falu Län och Stad (1838–1839 Fahlu Tidning, 1839 Tidning för Fahlu Stad och Län och därefter från samma år Tidning för Fahlu Län och Stad, stavningen senare moderniserad till Tidning för Falu Län och Stad, 1926–1942 Falu Länstidning), i folkmun kallad Länstidningen, var en svensk vecko-, från 1918 dagstidning, utgiven i Falun 1838–1948.
Tidningen  grundades av provinsialläkaren Johan Magnus Bergman och boktryckaren Per Huldberg. Namnet hade tidigare använts av en av Olof Ulric Arborelius utgiven tidning 1822–1829. Tidningen trycktes på ett nyanlagt tryckeri. Bergman var liberal, något som kom att prägla tidningen och redan efter ett år dömdes Huldberg som ansvarig utgivare till 12 dagars fängelse på vatten och bröd efter att ha kränkt bruksinspektorn M. Kramer i Avesta. Åtalet kom dock att ogillas genom ett formfel i behandlingen. Efter detta valde Bergman att starta om tidningen under nytt namn, men på grund av nya juridiska problem bytte man kort därefter snabbt åter namn. Huldberg kom dock efter några år att avveckla sin rörelse i Falun och flytta till Stockholm där han gjorde karriär och blev en av landets främsta förläggare. Tryckeriet övertogs 1852 av O. Bohm, som även övertog tryckeriet efter den 1851 nedlagda Stora Kopparbergs läns tidning/Stora Kopparbergs läns nya tidning (vanligen kallad Kopparbergarn) och slog ihop verksamheten vid dessa. År 1857 köptes tryckeriet av Frans Ludvig Schmidt som redan drev konkurrenttidningen Dalpilen. Han lade dock inte ned tidningen utan ansåg att tidningarna hade olika profil och valde att konkurrera med sig själv genom att fortsätta driva båda tidningarna vidare. Schmidt efterträddes av Carl Felix Murelius som 1886 sålde tidningarna och tryckeriet till Adalrik Steffenburg. Efterhand som liberalismen fick alltmer erkännande politiskt och Tidning för Falu Län och Stad behöll sin profil gled den över till att bli en alltmer konservativ tidning. Den behöll dock sin popularitet och var 1918 den första tidningen i Dalarna att ges ut 6 dagar i veckan. Under mellankrigstiden gick dock tidningen allt sämre och 1942 slog tidningen samman med Dalpilen till Falu Länstidning Dalpilen, efter ytterligare en namnändring till Länstidningen 1946 lades tidningen 1948 ned.